# アルフレッド・ニュートン
アルフレッド・ニュートン (Alfred Newton, 1829年6月11日 ジュネーブ – 1907年6月7日 ケンブリッジ）は、イギリスの動物学者で鳥類学者。国外で調査後、母校で研究職に就くと、ケンブリッジ大学はえぬきの初の動物学教授となり、1866年から没する1907年まで比較解剖学教授職を務める。 
この間に1856年創刊のイギリス鳥学会機関誌で査読付き専門誌の編集長（Ibis 1865年–1870年）を務めたほか、『ブリタニカ百科事典』第9版（1875年 - 1889年全24巻）の鳥類の項目を執筆。また『鳥類事典』全4巻（Dictionary of Birds 1893年–1896年）をまとめた。 
1900年にはロイヤル・メダル（王立協会）ならびにリンネ・メダル（リンネ協会）を受ける。イギリス鳥学会の創設メンバーのひとりであった。王立協会フェロー（FRS、HFRSE）、ロンドン動物学会フェロー。 

## 略歴
父ウィリアム・ニュートン、母エライザ・ミルンズの間に1829年、ジュネーブで生まれる。1854年にケンブリッジ大学のモードリン・カレッジ「探検家会員」になるとラップランド、アイスランド、スバールバル諸島、西インド諸島、アメリカなど世界の多くの地域を訪れた。ケンブリッジ大学に奉職、1866年から動物学と比較解剖学の初代教授職につくと終生、その地位を保った。
弟エドワードが暮らすマスカリン諸島から標本を取り寄せ、鳥類の研究に多くの時間を費やす。中にはドードーなど、のちに絶滅が確認されるものもあり、ロドリゲスドードー （Pezophaps solitaria）の標本を送らせている。ロドリゲス島に固有の Newton's parakeet（Psittacula exsul ）、英語名はRodrigues parakeet または Rodrigues ring-necked parakeet ともいうが、1872年にニュートンが初めて論文を記述し、1875年に絶滅した。
1900年、鳥類学と動物学に寄せた貢献に対してロンドン・リンネ協会よりリンネ・メダルを受ける。

## 著作ほか
- On the occurrence of the snowy owl (Nyctea nivea) in the county Mayo. (1861) マイクロフォーム、Dublin : McGlashan & Gill, 1978. OCLC:1013289366。
- On the zoology of ancient Europe : a paper read before the Cambridge Philosophical Society, on Monday, 31st March, 1862. London : Macmillan, 1862. 修士時代に発表した論文。
  - デジタル版 : ハーティトラスト・デジタルライブラリ、2012年。OCLC: 793597272。
- Alfred Newton; Hans Friedrich Gadow; リチャード・ライデッカー; Charles S Roy;  Robert W. Shufeldt. (1893-1896) A dictionary of birds. 全4巻、London : A. and C. Black。
  - 書籍版復刻、New Delhi : Cosmo Publications, 2007。別題 Cosmo dictionary of birds、全3巻（xii, 124, 1088ページ）、ISBN:8130705494、ISBN:9788130705491、OCLC:1013390016。
- Alfred Newton; Philip H Manson-Bahr, Sir; John Van Voorst. "Correspondence"、1905年4月17日 - 1906年10月29日の書簡集、アーカイブ資料。OCLC:1013289366。